# Джовани Пиерлуиджи да Палестрина
Вижте пояснителната страница за други личности с името Джовани.
Джовани Пиерлуиджи да Палестрина (на италиански: Giovanni Pierluigi da Palestrina) е италиански композитор от периода на Ренесанса, един от най-значимите композитори през втората половина на 16 век. Усъвършенства музикалните многогласни жанрове, създава много мотети и мадригали. Най-известното му произведение е мотетът Стабат матер (Stabat mater).

## Биография
Джовани Пиерлуиджи е роден в градчето Палестрина край Рим, по това време част от Папската държава. Според различни източници това става на 3 февруари 1525 година или на 2 февруари 1526 година. Той изглежда посещава за пръв път Рим, градът, в който ще прекара по-голямата част от живота си, през 1537 година, когато е споменат в списъка на хористите в базиликата „Санта Мария Маджоре“.
Първоначалното си музикално образование Палестрина получава от живеещите в Рим французи Робен Малапер и Фермен Льобел. Той се изгражда като музикант под влияние на северноевропейския полифоничен стил, който по това време преобладава в Италия, до голяма степен заради авторитета на двама нидерландски композитори – Гийом Дюфе и Жоскен де Пре.
От 1544 година Палестрина е органист в главната църква на родния си град. Първите му публикувани композиции са сборник с меси, първото подобно издание от местен композитор – по това време в Италия повечето композитори на църковна музика идват от Нидерландия, Франция, Португалия и Испания. То следва модела на подобно издание от Кристобал де Моралес, като гравюрата на челната страница е почти точно копие на тази от книгата на Моралес. Сборникът на Палестрина прави силно впечатление на папа Юлий III, който преди това е епископ на Палестрина, и през 1551 година той го назначава за капелмайстор на хора на папската базилика „Свети Петър“ в Рим, станал известен като Юлианска капела.
През следващите години Палестрина продължава да ръководи хорове в различни римски църкви, включително в „Сан Джовани ин Латерано“ (1555 – 1560), където преди него работи Орландо ди Ласо, и в „Санта Мария Маджоре“ (1561 – 1566). През 1571 година се връща в Юлианската капела на „Свети Петър“ и остава там до края на живота си.
70-те години са особено тежки за Палестрина в личен план – губи брат си, двама от синовете си и съпругата си по време на три чумни епидемии през 1572, 1575 и 1580 година. Изглежда по това време той обмисля възможността да стане свещеник, но решава да се ожени повторно, този път за богата вдовица. Това слага край на финансовите му проблеми от предходните години и му дава възможност да композира активно до края на живота си.
Джовани Пиерлуиджи да Палестрина умира в Рим от плеврит на 2 февруари 1594 година. Съгласно обичайната практика по това време, той е погребан същия ден в прост ковчег с оловна плоча с надпис „Libera me Domine“. На погребението му е изпълнен псалм в пет част за три хора.

## Творчество
Наследството на Палестрина включва стотици музикални произведения, в това число над 300 мотета, 105 меси, 68 офертории, поне 140 мадригала. В допълнение към тях той е автор на най-малко 72 химна, 35 магнификата, 11 литании и четири или пет поредици оплаквачески песни. Неговото отношение към мадригалите остава неизяснено – в предговора към своя сборник с мотети от 1584 година, озаглавен „Canticum canticorum“, той отхвърля писането на музика за светски текстове, но само две години по-късно отпечатва втората книга на своите светски мадригали, някои от които са оценявани като най-добрите постижения в жанра. Палестрина издава само два сборника със светски мадригали, през 1555 и 1586 година. Други два сборника съдържат църковни мадригали, жанр, предпочитан от привържениците на Контрареформацията.
Месите на Палестрина показват еволюцията на стила му с времето. Сред тях „Missa sine nomine“ изглежда привлича особено силно вниманието на Йохан Себастиан Бах, който я изучава и изпълнява, докато самият той пише своята известна „Меса в си минор“. Повечето от месите на Палестрина са включени в тринадесет тома, издадени между 1554 и 1601 година, последните седем от тях след неговата смърт.
Едно от най-значимите произведения на Палестрина, „Missa Papae Marcelli“, се свързва с грешна информация за Трентския събор. Според традиционните разкази, той композира месата, за да убеди събора, че не е нужно да забранява полифоничното изпълнение на текстове в църковната музика за сметка на по-лесно разбираемите хомофонични изпълнения. В същото време съвременните изследвания показват, че тя е написана преди кардиналите да се съберат, за да обсъждат забраната, а може би дори десет години по-рано. Според историческите източници Трентският събор не е издавал забрана за определен вид църковна музика, нито е взимал официално становище по въпроса. В основата на тези легенди са неофициалните възгледи на някои участници в събора, които обсъждат идеите си и с външни лица, като през годините тези мнения и слухове стават популярни. Макар мотивите на Палестрина да остават неизвестни, той вероятно осъзнава нуждата от разбираеми текстове и това не произтича от някаква официална доктрина на Контрареформацията. Всъщност характерният му стил остава непроменен от 60-те години на 16 век до самия край на живота му. Нямат ясно потвърждение хипотезите, че привидно безстрастният подход на Палестрина към експресивните или емоционални текстове се дължи на нуждата да композира голям брой поръчки или на осъзнат възглед, че интензивната изразност е неуместна за църковната музика.
Един от отличителните белези на музиката на Палестрина е поставянето на дисонансите в слабите тактове. Това създава по-гладка и асонантна полифония, смятана днес за определяща характеристика на късноренесансовата музика, тъй като Палестрина заема, наред с Орландо ди Ласо, водещо положение в европейската музика в десетилетията след смъртта на Жоскен де Пре. Стилът на Палестрина днес служи за основа на преподаването на ренесансовия контрапункт. Това до голяма степен се дължи на композиторът и музиколог от 18 век Йохан Йозеф Фукс, който в книгата си „Стъпала към Парнас“ („Gradus ad Parnassum“, 1725) кодифицира техниките на Палестрина като педагогическо средство за студентите по композиция. Фукс използва термина „видове контрапункт“ и описва поредица от стъпки, чрез които студентите преминават последователно към все по-усложнени съчетания на гласове, като при това се придържат към определени стриктни правила. Самият Фукс прави някои стилистични грешки, които са коригирани от по-късни автори, като Кнуд Йепесен. Музиката на самия Палестрина също включва множество примери, в които тези правила не са строго спазвани, както и такива, в които те са умишлено нарушавани.